# Aéroport international de Haikou-Meilan
L’aéroport international de Haikou Meilan (code IATA : HAK • code OACI : ZJHK) est un aéroport qui dessert la ville de Haikou dans la province de Hainan en Chine. Il est situé à 25 km du centre-ville de Haikou.
En 2011, l'aéroport de Haikou Meilan a vu transiter 10 167 818 passagers, il était ainsi le 20e aéroport de Chine en nombre de passagers.

## Situation

### Carte des 50 premiers aéroports de Chine
| \| 500 km1:25 016 000 \| Baotou Canton Changchun Changsha Chengdu-CTU Chengdu-TFU Chongqing Dalian Fuzhou Guilin Guiyang Haikou Hailar Hangzhou Harbin Hefei Hohhot Jinan Jinghong Kunming Lanzhou Lhassa Lijiang Nanchang Nankin Nanning Ningbo Pékin · Capitale Pékin · Daxing Qingdao Quanzhou Sanya Shanghaï-Pudong Shanghaï-Hongqiao Shantou-Chaozhou-Jieyang Shenyang Shenzhen Shijiazhuang Taiyuan Tianjin Ürümqi Wenzhou Wuhan Suzhou Xiamen Xi'an Xining Yantai Yinchuan Zhengzhou Zhuhai-Jinwan |
| 500 km1:25 016 000 |

## Statistiques
Pour des raisons techniques, il est temporairement impossible d'afficher le graphique qui aurait dû être présenté ici.

Voir la requête brute et les sources sur Wikidata.

## Compagnies et destinations
| Compagnies                                         | Destinations |
| -------------------------------------------------- | --- |
| 9 Air (en)                                         | Harbin Taiping, Nankin |
| Chang'an Airlines                                  | Xi'an-Xianyang |
| Air China                                          | Pékin-Capitale, Chengdu-Shuangliu |
| Beijing Capital Airlines                           | - Pékin-Capitale, - Changsha, - Chiang Mai, - Chiang Rai, - Chongqing-Jiangbei, - Dalian-Zhoushuizi, - Enshi Xujiaping, - Canton-Baiyun, - Guilin-Liangjiang, - Guiyang, - Hangzhou-Xiaoshan, - Hohhot, - Huangshan-Tunxi, - Djakarta-S.-Hatta, - Jinan, - Nanchang-Changbei, - Nankin, - Nanning, - Ningbo, - Osaka-Kansai, - Phnom Penh, - Shanghai-Pudong, - Siem Reap-Angkor, - Taiyuan-Wusu, - Ürümqi-Diwopu, - Wanzhou-Wuqiao, - Wuhan, - Xi'an-Xianyang, - Yinchuan Hedong, - Zhengzhou |
| Cathay Dragon                                      | Hong Kong |
| Chengdu Airlines                                   | Chengdu-Shuangliu, Guilin-Liangjiang, Zhengzhou |
| China Airlines                                     | Taïwan-Taoyuan |
| China Eastern Airlines                             | Pékin-Capitale, Changsha, Huai'an, Hefei, Liuzhou, Nankin, Nanning, Shanghai-Pudong, Shantou-Chaozhou-Jieyang, Taiyuan-Wusu, Xi'an-Xianyang |
| China Eastern Airlines opéré par Shanghai Airlines | Ji'an, Shanghai-Hongqiao, Shanghai-Pudong, Wenzhou-Longwan |
| China Express Airlines                             | Chongqing-Jiangbei, Hechi Jinchengjiang (en), Libo (en) |
| China Southern Airlines                            | - Pékin-Capitale, - Changchun, - Changsha, - Chengdu-Shuangliu, - Chongqing-Jiangbei, - Dalian-Zhoushuizi, - Canton-Baiyun, - Hangzhou-Xiaoshan, - Harbin Taiping, - Hefei, - Kunming-Changshui, - Lanzhou, - Nankin, - Nanning, - Shanghai-Pudong, - Shantou-Chaozhou-Jieyang, - Shenyang, - Shenzhen-Bao'an, - Taïwan-Taoyuan, - Wuhan, - Xiamen-Gaoqi, - Rangoun (Yangon), - Yinchuan Hedong, - Yuncheng, - Zhengzhou, - Zhuhai |
| China United Airlines                              | Pékin-Nanyuan |
| Shenzhen Donghai Airlines                          | Shenzhen-Bao'an |
| Fuzhou Airlines                                    | Fuzhou-Chánglè |
| GX Airlines                                        | Hefei, Mianyang Nanjiao, Nanning, Yinchuan Hedong, Yongzhou (zh), Zhuhai |
| Hainan Airlines                                    | - Anqing-Tianzhushan (en), - Bangkok-Suvarnabhumi, - Pékin-Capitale, - Changsha, - Changzhi-Wangcun (en), - Chengdu-Shuangliu, - Chongqing-Jiangbei, - Đà Nẵng, - Canton-Baiyun, - Guiyang, - Hangzhou-Xiaoshan, - Hanoï-Nội Bài, - Hefei, - Hohhot, - Jinan, - Kunming-Changshui, - Lanzhou, - Luang Prabang, - Nanchang-Changbei, - Nankin, - Nanning, - Phuket, - Qingdao-Jiaodong, - Shanghai-Pudong, - Shenyang, - Shenzhen-Bao'an, - Sydney-K. Smith, - Taïwan-Taoyuan, - Taiyuan-Wusu, - Tianjin Binhai, - Ürümqi-Diwopu, - Vientiane-Wattay, - Wuhan, - Xiamen-Gaoqi, - Xi'an-Xianyang, - Xuzhou-Guanyin, - Zhengzhou, - Zhuhai En saison :Macao |
| Hebei Airlines                                     | Hangzhou-Xiaoshan, Shijiazhuang |
| Hong Kong Airlines                                 | Hong Kong |
| Jetstar Asia Airways                               | Singapour-Changi |
| Jiangxi Air                                        | Nanchang-Changbei |
| Juneyao Airlines                                   | Shanghai-Pudong |
| Korean Air                                         | Charter : Séoul-Incheon |
| Sriwijaya Air                                      | Charter : Djakarta-S.-Hatta |
| Lucky Air                                          | Chengdu-Shuangliu, Kunming-Changshui, Lijiang |
| Malaysia Airlines                                  | Kuala Lumpur |
| Malindo Air                                        | Kuala Lumpur, Penang |
| Okay Airways                                       | Shenzhen-Bao'an, Tianjin Binhai |
| Qingdao Airlines                                   | Nankin, Qingdao-Jiaodong |
| Scoot                                              | Singapour-Changi |
| Shandong Airlines                                  | Changsha, Jinan |
| Shenzhen Airlines                                  | Changchun, Canton-Baiyun, Harbin Taiping, Nanchang-Changbei, Nankin, Shenyang, Shenzhen-Bao'an, Zhengzhou |
| Sichuan Airlines                                   | Bangkok-Suvarnabhumi, Chengdu-Shuangliu, Chongqing-Jiangbei, Harbin Taiping, Ningbo, Xi'an-Xianyang |
| Tianjin Airlines                                   | - Changde Taohuayuan (en), - Ganzhou Huangjin, - Guilin-Liangjiang, - Guiyang, - Hangzhou-Xiaoshan, - Hefei, - Huaihua (zh), - Jining Da'an (en), - Lanzhou, - Linfen (zh), - Liupanshui (zh), - Luzhou-Yunlong, - Meixian (en), - Nanchang-Changbei, - Nankin, - Nanning, - Shanghai-Pudong, - Shantou-Chaozhou-Jieyang, - Tianjin Binhai, - Xi'an-Xianyang, - Taizhou (Jiangsu) (en), - Yiwu, - Zhanjiang-Wuchuan, - Zunyi (zh) |
| China West Air                                     | Chongqing-Jiangbei |
| XiamenAir                                          | Fuzhou-Chánglè, Hangzhou-Xiaoshan, Tianjin Binhai, Xiamen-Gaoqi, Zhengzhou |

Édité le 01/01/2018